# Элевадор-ди-Санта-Жушта
Элевадор-ди-Санта-Жушта (порт. Elevador de Santa Justa) или, иначе, Элевадор-ду-Карму (порт. Elevador do Carmo) — лифтовый подъёмник в Лиссабоне (приход Сан-Николау), предназначенный для оказания помощи пешеходам в преодолении крутого склона. Действует с 1902 года, связывая улицу Руа-ду-Ору (внизу) с площадью Ларгу-ду-Карму (вверху) и таким образом соединяя низинный район Байша и высокий Шиаду.
Автор проекта — Рауль Месньер дю Понсар. В 2002 году объект признан памятником национального значения.
Высота сооружения подъёмника, выполненного из чугуна, — 45 м (при разнице между связываемыми уровнями 32 м). Фасады декорированы в неоготическом стиле
Подъёмник рассчитан на два лифта. Изначально лифты перемещались с помощью паровой машины, а с 1907 года приводятся в движение электродвигателями. Интерьер кабин лифтов отделан древесиной и зеркальными панелями. Вместимость каждого из лифтов — 19 сидячих мест и 10 стоячих. Ограничения по количеству пассажиров в один рейс: при подъёме — 20, при спуске — 15.
Элевадор-ди-Санта-Жушта используется как местными жителями в их повседневных перемещениях, так и туристами, которых, помимо самого подъёма на лифте, привлекают панорамные виды города, открывающиеся с верхней площадки — перехода к уличной сети.
Транспортная услуга оказывается некруглосуточно и небесплатно.